# Сен-Дос
Сен-Дос (фр. Saint-Dos) — коммуна во Франции, находится в регионе Аквитания. Департамент — Атлантические Пиренеи. Входит в состав кантона Ортез и Тер-де-Гав и дю Сель. Округ коммуны — По.
Код INSEE коммуны — 64474.

## География

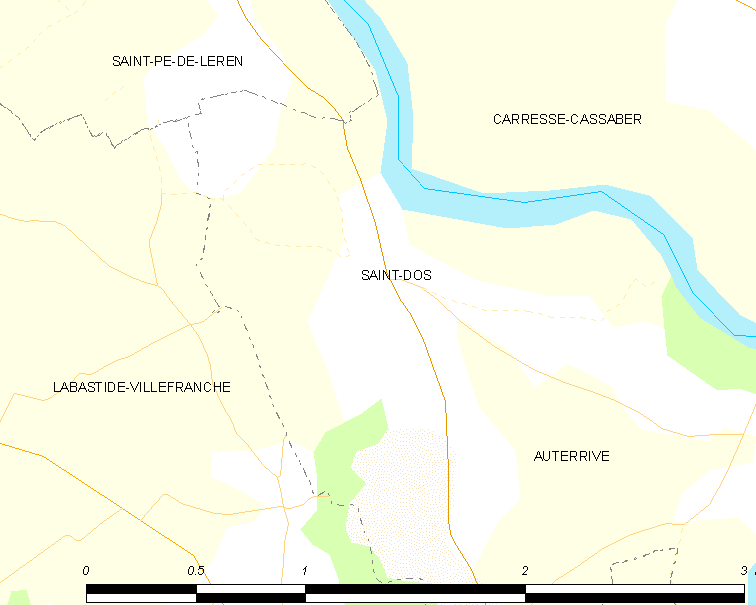
Карта коммуны

Коммуна расположена приблизительно в 660 км к югу от Парижа, в 160 км южнее Бордо, в 60 км к западу от По.
На северо-востоке коммуны протекает река Гав-д’Олорон.

### Климат
Климат тёплый океанический. Зима мягкая, средняя температура января — от +5°С до +13°С, температуры ниже −10 °C бывают редко. Снег выпадает около 15 дней в году с ноября по апрель. Максимальная температура летом порядка 20-30 °C, выше 35 °C бывает очень редко. Количество осадков высокое, порядка 1100 мм в год. Характерна безветренная погода, сильные ветры очень редки.

## Население
Население коммуны на 2010 год составляло 135 человек.
| 1962 | 1968 | 1975 | 1982 | 1990 | 1999 | 2010 |
| ---- | ---- | ---- | ---- | ---- | ---- | ---- |
| 190  | 180  | 154  | 139  | 141  | 140  | 135  |

## Администрация
| Период | Период | Фамилия          | Партия | Примечания |
| ------ | ------ | ---------------- | ------ | ---------- |
| 1995   | 2001   | Марсель Лафуркад |        |            |
| 2001   | 2012   | Робер Клавери    |        |            |
| 2012   | 2020   | Жан-Пьер Карро   |        |            |

## Экономика
В 2010 году среди 77 человек трудоспособного возраста (15-64 лет) 57 были экономически активными, 20 — неактивными (показатель активности — 74,0 %, в 1999 году было 62,2 %). Из 57 активных жителей работали 46 человек (24 мужчины и 22 женщины), безработных было 11 (5 мужчин и 6 женщин). Среди 20 неактивных 5 человек были учениками или студентами, 9 — пенсионерами, 6 были неактивными по другим причинам.

## Достопримечательности
- Церковь Успения Пресвятой Богородицы (1854 год)[4]

## Фотогалерея

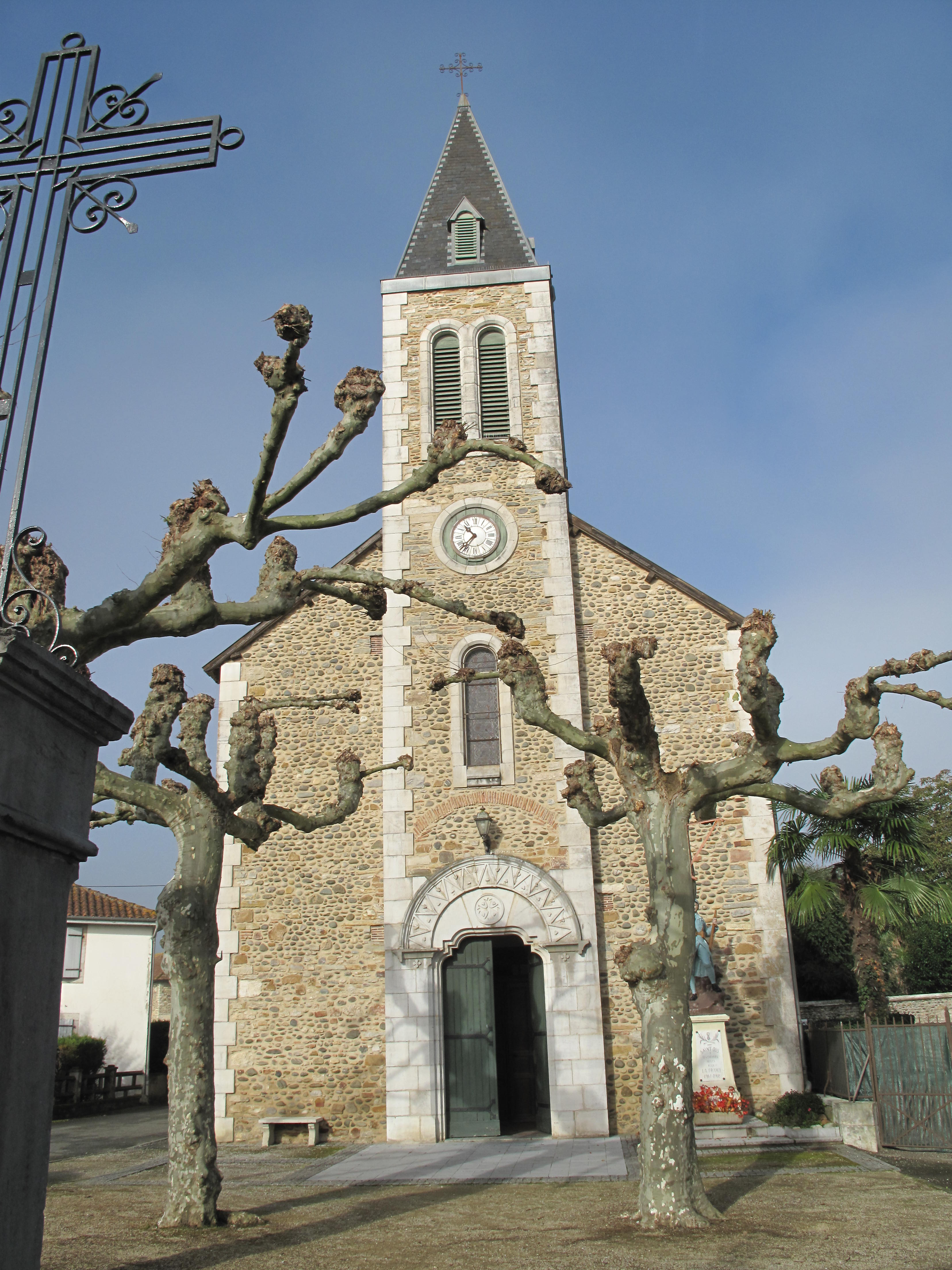
Церковь Успения Пресвятой Богородицы
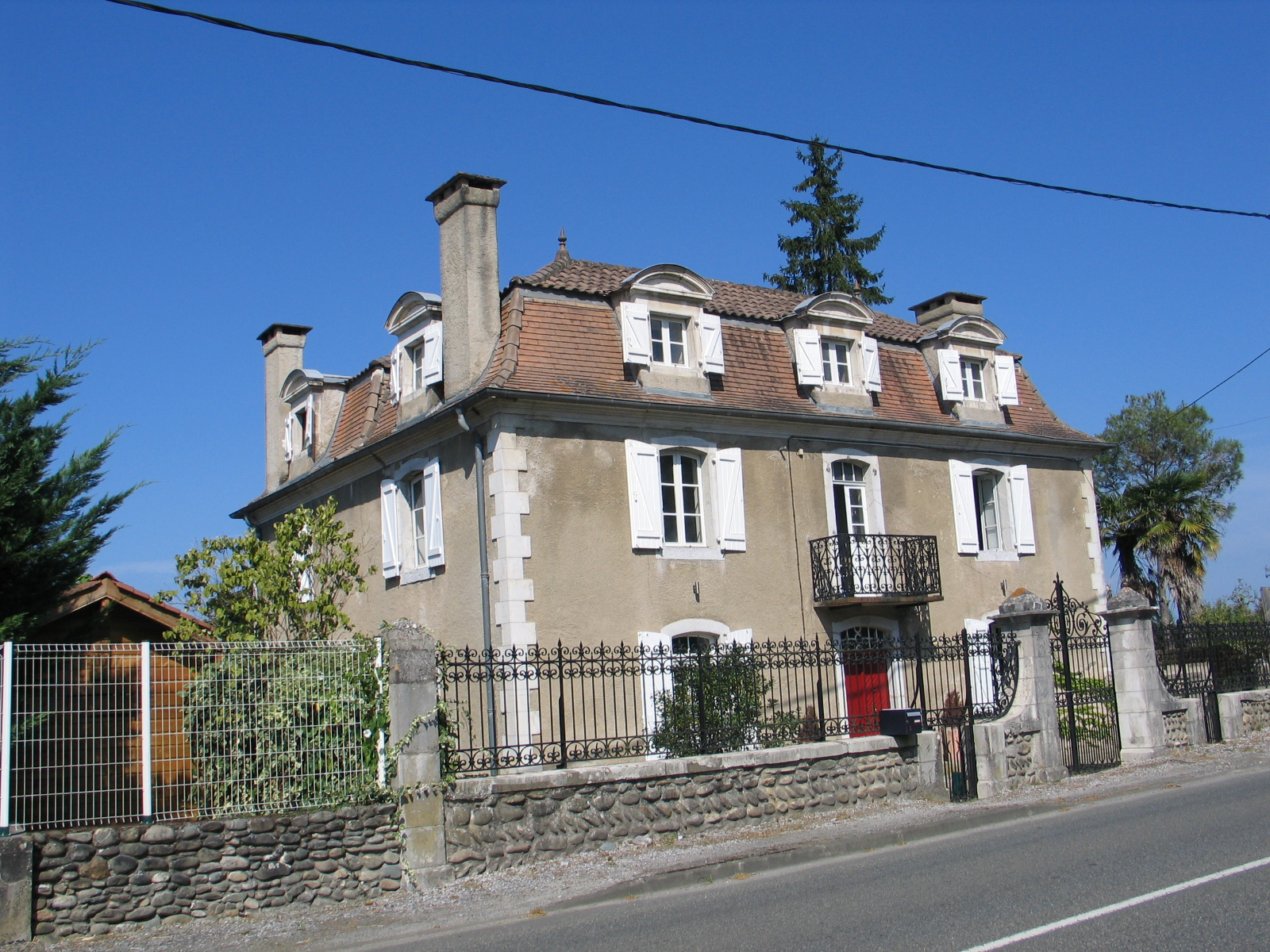
Замок Муссень
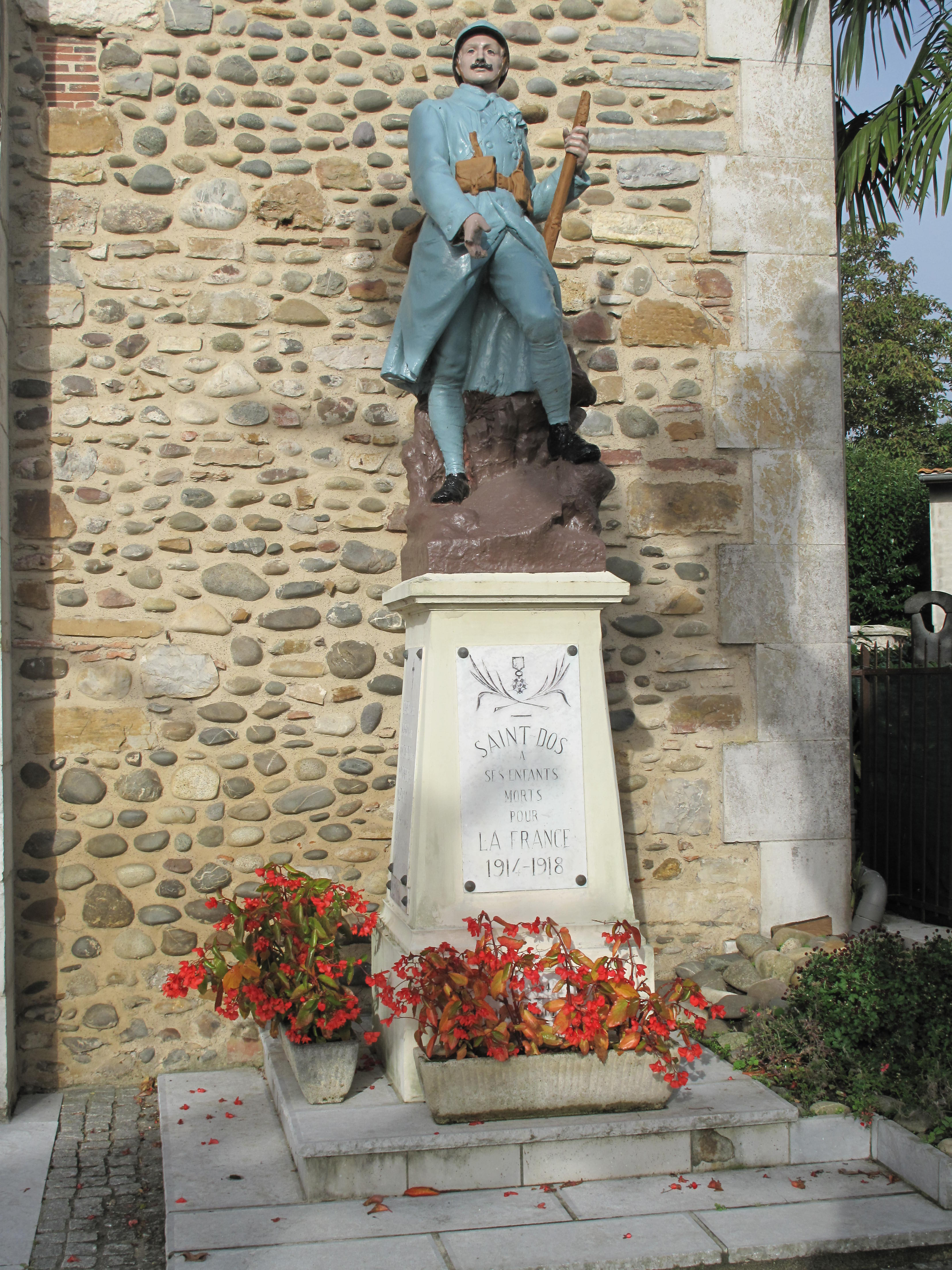
Военный мемориал